# مارغريتا من ساكسونيا
أميرة مارغريتا من ساكسونيا (بالألمانية: Margarete von Sachsen)‏ (و. 1840 – 1858 م) هي سياسية ألمانية، ولدت في درسدن، توفيت في مونزا، عن عمر يناهز 18 عاماً، بسبب حمى التيفوئيد.